# أبراج الخور الأثرية
أبراج الخور الأثرية (بالإنجليزية: Al Khor Archaeological Towers)‏، هي 3 أبراج تاريخية تقع في مدينة الخور على الساحل الشرقي لدولة قطر. شُيدت هذه الأبراج لأغراض دفاعية بحيث تُطل مباشرة على ميناء الخور القديم. لا تقتصر مُهمة الأبراج في مراقبة السفن القادمة للميناء فحسب، بل حتى مراقبة مدخل بئر عين حليتان. شكلت هذه البئر المصدر الرئيسي للمياه وشريان الحياة الأساسي للاستقرار في مدينة الخور، ويُعتقد أن مياهه لها فوائد ومنافع على كُل من يشربها. تتخذ الأبراج الثلاثة شكلا أسطوانيا، وجُدرانها جدران حجرية سميكة قائمة على طول الساحل، وقد اسْتُخدمت هذه الأبراج في أوائل القرن العشرين كمنصة لحراسة مدينة الخور التي كانت آنذاك مركزاً هاماً لصيد الأسماك واللؤلؤ في المنطقة.

## تاريخ
يرجع تاريخ بناء الأبراج إلى الفترة من أواخر القرن 19 إلى بداية القرن 20، وقد كان عددها في البداية 8، لكن تبقت منها حاليا 3 أبراج فقط.

## الهندسة المعمارية
يبلغ سمك جدران الأبراج الثلاثة حوالي 60 سنتيمتر (24 بوصة). وقد استُخدمت في بناء الأبراج الثلاثة أسطوانية الشكل مواد متعددة، على غرار الطين والحجر المُستخرجين محليًا. يبلغ طول كل برج على حدة حوالي 8 متر (26 قدم)، الأمر الذي يسمح للحراس المُتمركزين على الأبراج من ارتفاع كاف لمُراقبة سواحل المدينة والمناطق المُحيطة. نُحتت تصميمات على شكل سهام في دريئات الأبراج الثلاثة. أُنشئت كذلك فتحات صغيرة في أسطح الأبراج بغرض توفير الحماية للحُراس من المقذوفات التي قد يُطلقها الغُزاة للهجوم على المنطقة. للوصول إلى قمة الأبراج، لا بُد من الصعود عبر الحبال.

## أنظر أيضا
- قلعة الركيات
- برج برزان
- قلعة الزبارة